# Tôkyô Magnitude 8.0
Pour le manga d'Usamaru Furuya sans lien avec la série d'animation, voir Tôkyô Magnitude 8.
Tôkyô Magnitude 8.0 (東京マグニチュード8.0, Tōkyō Magunichūdo 8.0) est un anime japonais, sorti en 2009, réalisé par Masaki Tashimada (avec Nozaki Atsuko au chara-design) et scénarisé par Natsuko Takahashi, produit par les studios Bones et Kinema Citrus et diffusé par la chaîne Fuji TV.

## Synopsis
Mirai Onozawa, 12 ans, termine son année scolaire. En petite crise d'adolescence, elle n'est guère enchantée de passer les vacances d'été avec ses parents et son petit frère Yûki, 7 ans. Surtout que les parents, débordés de travail, n'envisagent pas un seul instant de quitter Tokyo pour les congés. Sur l'insistance de sa mère, Mirai, le premier jour des vacances, emmène son frère à Odaiba assister à une exposition de robotique, la passion de Yûki. Au moment de quitter les lieux pour rentrer, Yûki va aux toilettes, pendant que Mirai l'attend dehors, devant l'entrée. C'est à ce moment que le sol se met à trembler : un séisme d'une magnitude 8 sur l'échelle de Richter dévaste Tokyo. Mirai, qui s'en sort indemne, part affolée à la recherche de son petit frère dans les décombres, avec l'aide de Mari Kusakabe, une jeune femme dynamique et altruiste que les deux enfants venaient de rencontrer…

## Personnages
- Mirai Onozawa (小野沢 未来?)
  - Seiyû : Satomi Hanamura
  - Principal protagoniste de l'histoire. Collégienne de 12 ans commençant sa crise d'adolescence. Elle est ainsi en conflit larvé avec ses parents, ne traite pas toujours aimablement son petit frère Yûki, sourit rarement, et passe son temps pendue à son téléphone portable. Elle est contrainte par sa mère d'emmener son frère à Odaiba pour assister à une exposition de robotique. Malgré ses répliques parfois acides et son air renfrogné et je-m'en-foutiste, elle protège du mieux qu'elle peut son frère, n'hésitant pas à braver le danger dans les décombres du bâtiment où a lieu l'exposition. Elle refuse longtemps d'admettre la mort, des suites d'un malaise, de Yûki, au point de se l'imaginer marchant toujours avec elle. Elle finit par l'admettre lorsque le Yûki issu de son imagination le lui annonce crûment. Après un voyage éprouvant de plusieurs jours, au milieu d'un Tokyo chaotique, elle finit par retrouver ses parents. Les dernières minutes du dernier épisode, où un bond en avant de 2 mois est réalisé, indiquent que Mirai a toujours beaucoup de mal à accepter la disparition de son petit frère.

- Yûki Onozawa (小野沢 悠貴?)
  - Seiyû : Yumiko Kobayashi
  - Petit frère de Mirai. Il est passionné de robotique. Dynamique et espiègle, il ne cesse de s'échapper de ci-de là, occasionnant ainsi de nombreuses frayeurs à Mirai et Mari. Il est victime d'un malaise au cours du voyage de retour, et hospitalisé d'urgence. L'anime adoptant le point de vue de Mirai, le téléspectateur est dans un premier temps invité à penser que l'incident est bénin, et que Yûki reprend rapidement la route. Mais en fait, le final de l'avant-dernier épisode révèle que ce Yûki n'était que le fruit de l'imagination de Mirai, et que le jeune garçon a en réalité succombé à son malaise. C'est d'ailleurs ce « fantôme » de Yûki qui fait lui-même cette révélation, annonçant à Mirai : « Tu sais, grande sœur... Je suis mort », cette phrase faisant écho au début de l'épisode 10 où Yûki demandait : « Tu sais, grande sœur... Et si j'étais mort ? ».

- Mari Kusakabe (日下部 真理?)
  - Seiyû : Yûko Kaida
  - Jeune femme généreuse et dynamique qui exerce la profession de livreuse à cyclomoteur. Elle a perdu son compagnon quelques années auparavant (dans un accident de moto), et élève sa petite fille avec l'aide de sa mère. Bien que désireuse de s'assurer au plus vite que sa famille, qu'elle n'arrive pas à joindre, va bien (d'autant plus qu'elle apprend que son quartier est la proie de terribles incendies consécutifs au séisme), elle met un point d'honneur à vouloir avant tout raccompagner Mirai et Yûki chez eux. Elle se montre patiente et courageuse, n'hésitant pas, par exemple, à escalader un immeuble branlant pour aller récupérer Yûki qui avait, fasciné, imprudemment suivi un robot secouriste. Finalement, les circonstances font qu'ils se rendent d'abord chez Mari, où ils constatent que la maison est entièrement calcinée. Folle d'inquiétude, Mari se précipite dans l'école voisine, transformée en camp de secours. À la suite d'une confusion, elle croit à la mort de sa fille, mais celle-ci, bien en vie et en bonne santé, est retrouvée par Mirai. Sa mère est elle aussi en vie, juste légèrement blessée (fracture à la jambe). Elle vient rendre visite à Mirai deux mois plus tard, et arrive à sortir la jeune fille de la léthargie dans laquelle elle est plongée depuis la mort de Yûki.

- Seiji Onozawa (小野沢 誠司?)
  - Seiyû : Hiroshi Naka
  - Le père de Mirai et Yûki. Il est blessé lors du séisme et hospitalisé, mais survit et ce, sans séquelles. Il est naturellement effondré lorsqu'il apprend la mort de son fils. Il fait ensuite son maximum pour sortir Mirai de la dépression qui la frappe après la catastrophe, sans succès.

- Masami Onozawa (小野沢 雅美?)
  - Seiyû : Kikuko Inoue
  - La mère de Mirai et Yûki. Femme active, elle est rarement à la maison, et son travail empêche la famille de prendre des vacances. Son anniversaire est le jour du séisme. À l'inverse de son mari, elle sort indemne du tremblement de terre. L'immeuble de leur résidence étant devenu instable, elle est contrainte, dans la semaine qui suit, de camper la nuit dans le centre de secours le plus proche, tandis qu'elle passe ses journées au chevet de son mari. Elle est bien sûr, elle aussi, profondément attristée par la mort de son fils, mais se dit heureuse que Mirai, au moins, ait survécu.

## Fiche technique
L'anime, scénarisé par Natsuko Takahashi et réalisé par Masaki Tashimada, avec Nozaki Atsuko au chara-design et Nakajima Mika à la direction artistique, est produit en 2009 par le studio Bones et diffusé par la chaîne Fuji TV du 9 juillet 2009 au 17 septembre 2009. L'opening est interprété par le groupe Abingdon Boys School, l'ending par Tsuji Shion, et les autres thèmes musicaux par Ôtani Kô.
L'anime se veut extrêmement réaliste dans sa présentation d'un tremblement de terre et de ses conséquences (nombre de victimes, panique, répliques, méthodes d'organisation des secours, etc.) De nombreuses recherches ont été effectuées dans cet objectif par les scénaristes.

## Liste des épisodes
| No | Titre français          | Titre japonais       | Titre japonais      | Date de 1re diffusion |
| No | Titre français          | Kanji                | Rōmaji              | Date de 1re diffusion |
| --- | ----------------------- | -------------------- | ------------------- | --------------------- |
| 1 | Odaiba sombre           | お台場、沈む         | Odaiba, Shizumu     | 9 juillet 2009        |
| Mirai Onozawa et son jeune frère Yûki se rendent à une exposition de robotique à Odaiba (un quartier de Tokyo) lorsqu'un important tremblement de terre frappe la capitale nippone. |                         |                      |                     |                       |
| 2 | Le monde se brise       | 壊れた、世界         | Kowareta, Sekai     | 16 juillet 2009       |
| Après le séisme, Mirai cherche désespérément son jeune frère dans l'immeuble délabré abritant l'exposition, avec l'aide de Mari Kusakabe, une coursière qui a proposé à Mirai son secours. |                         |                      |                     |                       |
| 3 | Le pont en flammes      | 燃える、橋           | Moeru, Hashi        | 23 juillet 2009       |
| Mirai, Yûki et Mari décident de rentrer chez eux, mais le voyage dans un Tokyo dévasté et dorénavant privé de nombre d'infrastructures s'annonce délicat. |                         |                      |                     |                       |
| 4 | La promesse             | 三人の、約束         | Sannin no, Yakusoku | 30 juillet 2009       |
| Après avoir finalement quitté Odaiba, Mirai, Yûki et Mari trouvent un endroit où s'approvisionner en vue de leur longue marche. Mais, après une dispute, Mirai et Yûki quittent Mari, avant de se réconcilier. |                         |                      |                     |                       |
| 5 | L'école en larmes       | 慟哭の、学び舎       | Dôkoku no, Manabiya | 6 août 2009           |
| Le groupe trouve refuge dans une école transformée en camp de secours, et subit de plein fouet les conséquences affreuses du tremblement de terre : une morgue a été aménagée pour les nombreux morts pleurés par leurs familles, le vieil homme qui dirige de facto le camp avec dynamisme et bonne humeur vient en réalité de perdre ses deux petits-enfants, qu'il avait avec lui pour les vacances, et que sa femme, devenue folle de chagrin, croit reconnaître en Mirai et Yûki. |                         |                      |                     |                       |
| 6 | Le choix d'abandonner   | 見捨てる、選択       | Misuteru, Sentaku   | 13 août 2009          |
| Le groupe rejoint le lieu de travail de Mari, mais cette dernière perd conscience à la suite d'une anémie. Pendant qu'elle se repose, Yûki et Mirai rencontrent Aya, une collègue de Mari, puis décident de rejoindre seuls leur maison. À son réveil, Mari part à leur recherche, et les retrouve. Décision est alors prise de se rendre d'abord chez Mari, sa maison étant plus proche. |                         |                      |                     |                       |
| 7 | Un soir d'été           | 夏の夕暮れ           | Natsu no Yuugure    | 20 août 2009          |
| Les robots secouristes à l'œuvre fascinent Yûki, qui fait à cette occasion connaissance avec un autre jeune passionné. Yûki est ensuite victime d'un bref malaise, ce qui oblige le groupe à trouver refuge dans une maison, gentiment accueilli par son propriétaire, afin que le jeune garçon puisse se reposer. Le lendemain matin, Yûki, revigoré, retrouve par hasard son nouvel ami, et ils partent ensemble suivre un robot secouriste jusque sur le toit d'un immeuble branlant. Avertie par Mirai, Mari prend de grands risques pour récupérer les jeunes garçons inconscients (la moindre réplique, et il y en a un certain nombre dans l'anime, pourrait en effet faire s'effondrer l'immeuble). Le groupe se remet ensuite en route lorsque Yûki s'effondre soudainement. |                         |                      |                     |                       |
| 8 | Un matin bien vide      | まっしろな朝         | Masshiro na Asa     | 27 août 2009          |
| Yûki, inconscient, est emmené à l'hôpital le plus proche. Une scène montre alors un médecin annoncer à Mirai et Mari la mort du jeune garçon, et Mirai identifie ensuite le corps dans un couloir sombre. À ce moment-là, Mirai est montrée en train de se réveiller après avoir passé la nuit dans un camp aménagé à l'hôpital, incitant le téléspectateur à conclure qu'il ne s'agit que d'un cauchemar de la jeune fille. Effectivement, Mirai va ensuite retrouver Yûki, qui va désormais beaucoup mieux, au point de jouer au football avec les autres enfants du camp. Yûki annonce que les médecins l'ont autorisé à sortir, et le groupe se remet en route. Mirai, sur le, chemin, déclare qu'il serait tout de même souhaitable que Yûki, une fois rentré, fasse des examens médicaux approfondis, ce qui rend Mari étonnamment perplexe. |                         |                      |                     |                       |
| 9 | Aujourd'hui, les adieux | 今日、さよなら       | Kyô, sayonara       | 3 septembre 2009      |
| Mari, Mirai et Yûki arrivent enfin chez Mari, et n'y découvrent qu'un amas de ruines calcinées. Ils localisent le centre de secours le plus proche et s'y rendent. Là, dans la confusion, Mari apprend d'une des responsables la mort de sa fille, et est effondrée. Mirai et Yûki se refusent à y croire. Ils apprennent que les enfants ont un local à part pour s'amuser et s'y rendent en criant le nom de la fille de Mari. Une jeune fille avec des couettes se retourne. La mère de Mari a elle aussi survécu, mais est légèrement blessée à la jambe. Mari tient ensuite absolument à poursuivre le voyage, mais Mirai lui répond fermement qu'elle doit rester avec sa famille retrouvée, et qu'un convoi militaire a de toute façon accepté de les ramener, Yûki et elle, dans leur quartier. Mari acquiesce, après avoir demandé, l'air perplexe : « Vous ramener Yûki et toi ? » |                         |                      |                     |                       |
| 10 | Mirai, tu sais, je...   | おねえちゃん、あのね | Onee-chan, ano ne.. | 10 septembre 2009     |
| Mirai et Yûki sont à l'arrière du camion militaire. Yûki demande : « Tu sais, grande sœur... Si j'étais mort... Que ferais-tu ? ». Choquée, Mirai demande à son frère de ne pas poser de telles questions. Les enfants arrivent enfin dans leur quartier. Mirai rencontre dans le parc une de ses camarades d'école, qui est ravie. Celle-ci annonce à une Mirai profondément soulagée que ses parents sont en vie. Son père est certes hospitalisé, mais ses jours ne sont pas en danger. Durant la discussion, sa camarade demande à Mirai si Yûki va bien. Surprise, Mirai répond que Yûki est juste à côté d'elle, avant de s'apercevoir qu'il n'en est rien. Yûki a dû s'aventurer dans le parc. Mirai le retrouve peu après, et les deux enfants se dirigent vers l'école de Yûki, qui sert d'abri, et où se trouve leur mère, leur immeuble étant pour l'heure inhabitable. À leur arrivée, ils constatent avec déception que leur mère est absente, et apprennent qu'elle vient juste de partir chez elle chercher des affaires pour son mari. Yûki tient cependant à d'abord aller voir le marronnier qu'il a planté dans le jardin de l'école juste avant les vacances. Mirai rencontre le meilleur ami de Yûki, et l'accompagne jusqu'au marronnier, mais Yûki ne s'y trouve plus. Mirai et l'ami de Yûki cherchent dans l'école, et Mirai trouve enfin son frère dans sa salle de classe. Yûki montre à sa sœur certains de ses dessins accrochés au mur. Lorsque l'ami de Yûki arrive à son tour dans la salle, le jeune garçon a de nouveau soudainement disparu, et Mirai présume qu'il est parti aux toilettes. Mirai accompagne le meilleur ami de son frère chez lui afin de récupérer le journal du marronnier, que Yûki tenait à avoir. Là, elle a la surprise de voir son frère entrer dans la maison. À son entrée, elle ne le voit plus. Une réplique du séisme se fait soudain sentir, et Mirai protège l'ami de Yûki, qui vient de trouver le journal. Elle cherche désespérément du regard son frère aux alentours, et le voit à quelques mètres, debout et souriant. Elle lui crie de venir se protéger, mais Yûki reste immobile et, dans un sourire, déclare à sa sœur : « Tu sais, grande sœur... Je suis mort ». Un flash-back remontre alors les scènes cauchemardesques de l'annonce du médecin et de l'identification du corps de Yûki à l'hôpital, les présentant cette fois-ci comme étant la réalité. |                         |                      |                     |                       |
| 11 | Cher Yûki...            | 悠貴へ…              | Yuuki e...          | 17 septembre 2009     |
| Mirai, bouleversée, le journal du marronnier à la main, retourne chez elle. Elle voit à nouveau Yûki, mais a maintenant conscience du fait qu'il ne s'agit que du fruit de son imagination. L'appartement étant vide, Mirai se rend à l'hôpital le plus proche, où elle retrouve enfin ses parents auxquels elle annonce la mort de Yûki. L'épisode se conclut par un saut dans le temps. On retrouve Mirai deux mois plus tard, à la fin des vacances d'été. La jeune fille passe ses journées au lit, et apparaît profondément déprimée, ce qui inquiète ses parents. Mari se présente soudain au domicile pour voir Mirai. Elle commence par s'excuser de ne pas avoir donné signe de vie plus tôt, puis explique à Mirai comment elle a surmonté, avec beaucoup de difficulté, la mort de son mari quelques années plus tôt. À son départ, Mirai va mieux, et se décide à allumer son téléphone portable pour la première fois depuis deux mois. Elle y trouve des centaines de messages en attente, dont un de... Yûki qui, l'avant-veille de sa mort, avait secrètement envoyé un message à sa sœur avec le portable de Mari, lui détaillant tout ce qu'ils feraient après avoir retrouvé leurs parents... Mirai répond au message en commençant par « Cher Yûki » (le titre de l'épisode). |                         |                      |                     |                       |